# Грабовское
Грабовское (укр. Грабовське) — село, Грабовский сельский совет,
Краснопольский район, Сумская область, Украина.
Является административным центром Грабовского сельского совета, в который, кроме того, входит село Высокое.

## Географическое положение
Село Грабовское находится на правом берегу реки Санок, недалеко от её истоков, ниже по течению на расстоянии в 6 км расположено село Почаево (Белгородская область), на противоположном берегу — село Староселье (Белгородская область).
Село находится на границе с Россией.
Рядом проходит железная дорога, станция Пушкарное на расстоянии в 1 км.

## История
- Село впервьіе упоминается в 1682 году, как село Пушкарное[2].
- 1964 — переименовано в село Грабовское в честь 100-летия со дня рождения П. А. Грабовского[3].

В начале 1990х годов здесь началось строительство крупного свинарника, но после провозглашения независимости Украины строительство было остановлено, а в сентябре 1993 года Кабинет министров Украины принял решение о продаже объекта.
Население по переписи 2001 года составляло 724 человека.

## Экономика
- ООО «Грабовское».

## Объекты социальной сферы
- Школа І-ІІ ст.
- Музей Грабовского П. А.

## Известные люди
- Грабовский Павел Арсеньевич (1864—1902) — украинский поэт, переводчик, участник революционного движения, родился в селе Грабовское.
- Щербак Александр Михайлович (1915—1942) — Герой Советского Союза, родился в селе Грабовское.